# Cathédrale Notre-Dame de Taiohae
Pour les articles homonymes, voir Cathédrale Notre-Dame.
La cathédrale Notre-Dame de Taiohae, également appelée « cathédrale Notre-Dame des Marquises », est une cathédrale catholique romaine située à Taiohae dans les îles Marquises en Polynésie française dans le diocèse de Taiohae. La construction débuta en 1973 sur le site d'une ancienne église du XIXe siècle et l'inaguration se fit en 1977. Construite au XXe siècle, la cathédrale contient une statue en bois de « Tou » de Monseigneur Dordillon, prêtre de 1848 à 1888, ainsi que sa tombe. Il s'agit de la plus grande église des îles Marquises.

## Historique
Au XIXe siècle, la France a commencé à étendre son empire colonial en Asie et dans les îles du Pacifique, conquérant Tahuata en 1842 puis le reste des îles Marquises. Même si les administrateurs coloniaux ont choisi de consacrer l'essentiel de leurs ressources à Tahiti, estimant qu'il s'agissait de la plus précieuse des deux îles, les missionnaires catholiques ont néanmoins continué à répandre la foi catholique. Leur persistance a porté ses fruits et un vicariat apostolique a été établi le 9 mai 1848. La construction de la première cathédrale a probablement commencé après cette période et s'est effectuée sur un terrain considéré comme une terre sacrée par les anciens marquisiens et a été achevé dans la dernière partie du XIXe siècle.
Près d'un siècle plus tard, la construction d'une nouvelle cathédrale a commencé en 1973 et fut achevée quatre ans plus tard en 1977,. Les deux clochers-touret une partie du mur de l'ancienne cathédrale ont été conservés et font maintenant partie de l'entrée de la cathédrale,.

## Architecture

### Architecture extérieure
L'entrée de la cathédrale est flanquée de statues de saint Pierre et de saint Paul sculptées dans du palissandre. Les murs extérieurs de l'église sont en bois et en pierre, avec des portes sculptées à l'entrée. Les pierres ont été remises par chacune des six îles habitées des Marquises.

### Architecture intérieure
L'intérieur de l'église est réputé pour son mélange de caractéristiques européennes et marquisiennes dans sa conception, notamment dans les nombreuses œuvres d'art décorant la cathédrale. Une œuvre intitulée La Passion, la chaire et le chemin de croix ont été entièrement sculptés dans des takamaka entiers, les stations l'ayant été par Damien Haturau. La première station montre Jésus en train de prier dans les jardins de Gethsémani, par opposition au mont des Oliviers. La chaire est sculptée des symboles des quatre évangélistes.